# Vigilantius
Vigilantius is een geslacht van halfvleugeligen uit de familie schuimcicaden (Cercopidae). De wetenschappelijke naam van dit geslacht is voor het eerst geldig gepubliceerd in 1916 door Distant.

## Soorten
Het geslacht Vigilantius  is monotypisch en omvat slechts de volgende soort:
- Vigilantius fascialis Distant, 1916